# Grbavica (Sarajevo)

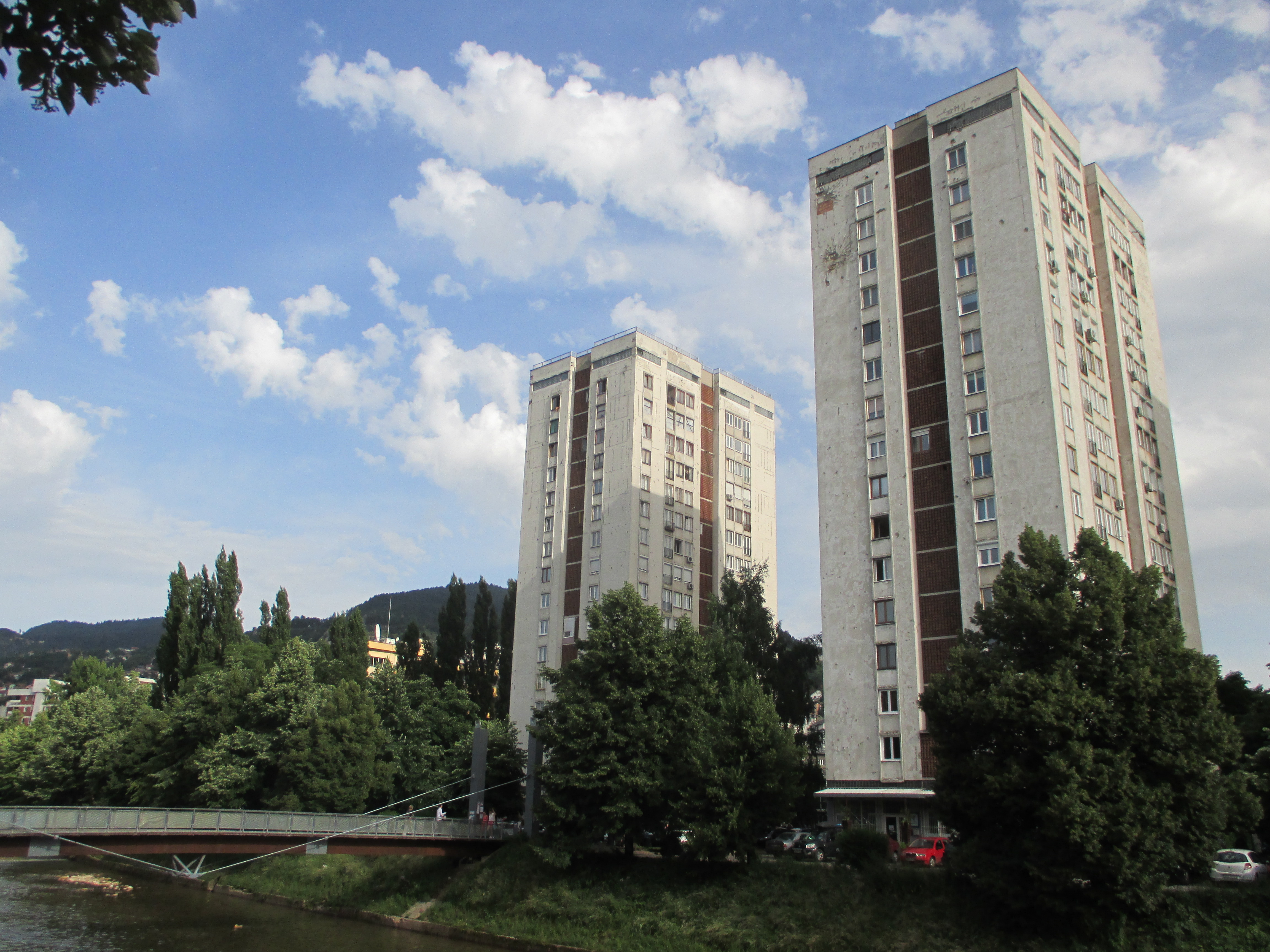
Wohnblöcke am Fluss Miljacka

Grbavica (serbokroatisch-kyrillisch Грбавица) ist ein Stadtteil der bosnischen Hauptstadt Sarajevo in der Gemeinde Novo Sarajevo ‚Neu-Sarajevo‘. Der Stadtteil wird in Grbavica I und Grbavica II unterteilt und liegt in der Nähe der Stadtteile Čengić vila und Dolac malta am Fluss Miljacka.

## Geschichte
Die meisten Wohnblöcke wurden nach dem Zweiten Weltkrieg in den 1950er und 1960er Jahren errichtet.
Im Bosnienkrieg wurde Grbavica von Einheiten der Vojska Republike Srpske kontrolliert.  Die Heimstätte des FK Željezničar Sarajevo, das Stadion Grbavica, wurde gezielt durch serbische Einheiten zerstört und unter Brand gesetzt. Nach dem Abkommen von Dayton wurde es Teil der Föderation im Kanton Sarajevo. Die meisten serbischen Einwohner verließen danach den Stadtteil.